# Hanti
Hanti (hantsko Hanti), v starejši literaturi znani tudi kot Ostjaki (rusko остяки, Ostjaki), so skupaj z Mansi avtohtoni ugrski prebivalci Avtonomnega okrožja Hanti-Mansi v ruski zahodni Sibiriji, v zgodovini znanega kot Jugra. V avtonomnem okrožju imata jezika Hantov in Mansov status souradnega statusa z ruščino. V popisu prebivalstva leta 2010 se je za Hanta opredelilo 30.943 oseb. Od tega jih je 26.694 prebivalo v Tjumenski oblasti, od tega 17.128 v Hanti-Mansijskem avtonomnem okrožju in 8.760 v Jamalo-Neneškem avtonomnem okrožju. 873 jih je bilo prebivalcev sosednje Tomske oblasti, 88 pa jih je živelo v Republiki Komi.

## Etnonim
Hantski jezik ima okoli deset narečij, ki se lahko združijo v tri glavne veje. Hanti zase uporabljajo več rahlo različnih imen:
Hanti, Hante (na severu)

Hande (na jugu)

Kantek, Kantah (na vzhodu)
Vsa imena pomenijo Ljudje. Sami sebe imenujejo tudi  As Hojat, kar pomeni Obsko ljudstvo ali Ljudje z Oba.

## Zgodovina
V 2. tisočletju pr. n. št. so bila ozemlja med rekama Kama in Irtiš dom proto-uralsko govorečega prebivalstva, ki je imelo stike s proto-indoevropejci z juga. Prebivalci zahodnosibirskih gozdov so predniki sodobnih ugrijskih prebivalcev Zauralja.  Nekateri raziskovalci trdijo, da Hanti izvirajo iz južne uralske stepe, od koder so se na sedanjo lokacijo preselili okoli  leta 500 n. št.
Hanti so verjetno istovetni z ljudstvom, ki se v ruskih virih imenuje Jugri, s katerimi so okoli 11. stoletja prišli v stik novgorodski lovci in trgovci. Ime izhaja iz komi-zirske besede jögra. Starejše rusko ime Ostjak je sestavljeno iz hantskega as-kho -oseba z reke Ob (as)  in -jak, kot na primer Permjak.
Nekaj hantskih kneževin je bilo od 1440. do 1570. let vključeno v Sibirski kanat.
V 11. stoletju je ime Jugra pomenilo številna plemena, ki so imela vsako svoje središče in svojega poglavarja. Vsako pleme je imelo dve eksogamni fratriji, imenovani mon't' in por. Vsi člani plemena so veljali za krvne sorodnike. To strukturo so kasneje nadomestili klani. Z Ruskim carstvom se je pogajal vsak klanski vodja (knjazet) zase. Klani so sodelovali tudi v ruskih pohodih in prejeli pravico do pobiranja davka (jasak) iz dveh hantijskih volostov (okrožij). Ko ta struktura ni bila več potrebna, jim je Rusija privilegije odvzela.
Po ruski osvojitvi Sibirije so Rusi poskušali pokristjanjiti Hante. Ruski misijonarji in uradniki so ukazali uničiti idole, opravili množične krste in ostro kaznovati tiste, ki niso ubogali cerkve. Ruski uradniki so za talce vzeli tudi hantske otroke in jih spreobrnili v krščanstvo. Spreobrnitve so bile na splošno površinske in motivirane z ekonomskimi spodbudami. Posledično so Hanti v svojo duhovnost še naprej vključevali domače običaje in verovanja.
V sovjetskem obdobju so bili Hanti ena redkih avtohtonih manjšin v Sibiriji, ki jim je bila podeljena avtonomija v obliki (avtonomnega) okrožja. Vzpostavitev avtonomije je odigrala pomembno vlogo pri konsolidaciji etnosa. 
V 30. letih dvajsetega stoletja si je sovjetska država prizadevala uvesti njihovo kolektivizacijo. V začetnih fazah so se dogajale tudi usmrtitve 
plemenskih poglavarjev, ki so bili označeni za »kulake«. Sledile so usmrtitve šamanov. Državno ugrabljanje otrok in pošiljanje v rusko govoreče internate je leta 1933 sprožilo narodni upor, imenovan Kazimov upor.
Po koncu stalinističnega obdobja se je pritisk sprostil. V 80. in 90. letih 20. stoletja so se okrepila prizadevanja za zaščito skupnega ozemlja pred industrijsko ekspanzijo različnih ministrstev in agencij. Avtonomija je imela pomembno vlogo tudi pri ohranjanju tradicionalne kulture in jezika.

## Organizacija
Hanti so ena od avtohtonih manjšin v Sibiriji z avtonomijo v obliki (avtonomnega)  okrožja.

## Kultura

### Gospodarstvo
Tradicionalni poklici Hantov so bili ribištvo, lov v tajgi in reja severnih jelenov. Preživljali so se z lovom s pastmi in nabiralništvom.
Pozimi so živeli stalnih naseljih v kočah iz zemlje in vej. Spomladi so se preselili proti loviščem in vodnim tokovom, kjer so zgradili začasna bivališča pravokotne oblike iz drogov in brezovega lubja.
Orožje, ki so ga uporabljali Hanti, je bilo za tisto obdobje dodelano in je vključevalo dolge loke, puščice in sulice ter železne čelade in verižne oklepe.

### Vera
Sodobni Hanti so večinoma pravoslavni kristjani. Njihovo pravoslavje je pomešano  s tradicionalnimi verovanji (šamani, reinkarnacija). Njihov zgodovinski šaman razen kape ni nosil nobenih posebnih oblačil. Tradicionalni hantski kulti so tesno povezani z naravo. Aprila praznujejo vranovo pomladno praznovanje. Zdaj je to 7. april,  dan Marijinega oznanjenja. Medvedji praznik se občasno praznuje po uspešnem lovu na medveda. Praznovanje medveda traja 5 ali 6 dni, odvisno od spola živali. Med medvedjim praznovanjem  se zgodi več kot tristo predstav in  recitacij pesmi. Najpomembnejši deli praznovanja so:
- Nuh Kiltatti Ar (budnica).
- Ili Vuhalti Ar (pesnitev Prihod z neba) – zgodba o Torumoven sinu (Torum je bog neba). Sina je Torum poslal z neba, da bi vladal Zemlji. Sin je pozabil očetove nasvete, izgubil nesmrtnost in se pretvoril v zver, ki so jo ubili lovci.
- Il Veltati Ar (uspavanka).

## Jezik
Hantski jezik spada v ugrsko vejo uralskih jezikov in je zelo soroden mansijščini in madžarščini.

## Pomemben Hant
Ambal (16. in 17. stoletje), hantski in tatarski knez.

## Galerija
- Hantska družina ob  jezeru Numto
- Hantska družina iz vasi Tegi ob Obu
- Kazimske babice v nomadskem taboru Numsang Joh
- Hantska dekleta nabirajo jagode
- Hanti prodajajo borovnice in nagačene živali
- Hantska družina pred tradicionalnim šotorom (čum)